# Mario Cabanas Fidalgo
Mario Cabanas (La Corunya, 9 de maig de 1985) és un jugador de bàsquet gallec, que juga com a pivot al CB Sevilla.

## Clubs
El pivot nascut a La Corunya, que va defensar la samarreta del CB L'Hospitalet una única campanya (2008-09), va aconseguir l'ascens dos anys abans (2006-07) l'Adecco Leb Oro amb el Ciutat de La Laguna Canarias, equip en el qual va militar durant dues temporades (2006-07 i 2007-08). El pivot caixista va iniciar la seva formació en les categories inferiors del Cb Calasanz coruñes, després del qual va militar una campanya, la 2003-04, en el Dkv Casablanca Zaragoza de lliga Eba. Una temporada després (2004-05), el jugador gallec va passar a engrossir el planter del conjunt Eba del Cb Granada, per jugar l'any següent (2005-06) en l'equip júnior del club nazarí.